# In Cauda Venenum
Pour l’article ayant un titre homophone, voir In cauda venenum.
Albums de Opeth
Sorceress
(2016) The Last Will and Testament
(2024)
Singles
1. Heart in Hand/Hjärtat vet vad handen gör
Sortie : 12 juillet 2019[2]
2. Dignity/Svekets prins
Sortie : 16 août 2019[3]

In Cauda Venenum est le treizième album studio du groupe de metal progressif suédois Opeth, sorti le 27 septembre 2019 sous les labels Moderbolaget Records et Nuclear Blast,. L'album est sorti en deux versions, l'une chantée en suédois et l'autre en anglais.

## Réalisation
In Cauda Venenum a été enregistré en 2018 aux Park Studios à Stockholm.
La pochette a été réalisée par Travis Smith (en), comme celle des précédents albums d'Opeth.

## Liste des titres
| Version en anglais | Version en anglais         | Version en anglais | Version en anglais | Version en anglais | Version en anglais | Version en anglais | Version en anglais | Version en anglais | Version en anglais |
| No                 | Titre                      | Durée              |                    |                    |                    |                    |                    |                    |                    |
| ------------------ | -------------------------- | ------------------ | ------------------ | ------------------ | ------------------ | ------------------ | ------------------ | ------------------ | ------------------ |
| 1.                 | Garden of Earthly Delights | 3:29               |                    |                    |                    |                    |                    |                    |                    |
| 2.                 | Dignity                    | 6:35               |                    |                    |                    |                    |                    |                    |                    |
| 3.                 | Heart in Hand              | 8:30               |                    |                    |                    |                    |                    |                    |                    |
| 4.                 | Next of Kin                | 7:08               |                    |                    |                    |                    |                    |                    |                    |
| 5.                 | Lovelorn Crime             | 6:34               |                    |                    |                    |                    |                    |                    |                    |
| 6.                 | Charlatan                  | 5:29               |                    |                    |                    |                    |                    |                    |                    |
| 7.                 | Universal Truth            | 7:21               |                    |                    |                    |                    |                    |                    |                    |
| 8.                 | The Garroter               | 6:44               |                    |                    |                    |                    |                    |                    |                    |
| 9.                 | Continuum                  | 7:23               |                    |                    |                    |                    |                    |                    |                    |
| 10.                | All Things Will Pass       | 8:31               |                    |                    |                    |                    |                    |                    |                    |
| 67:44              |                            |                    |                    |                    |                    |                    |                    |                    |                    |

| Version en suédois | Version en suédois         | Version en suédois | Version en suédois | Version en suédois | Version en suédois | Version en suédois | Version en suédois | Version en suédois | Version en suédois |
| No                 | Titre                      | Durée              |                    |                    |                    |                    |                    |                    |                    |
| ------------------ | -------------------------- | ------------------ | ------------------ | ------------------ | ------------------ | ------------------ | ------------------ | ------------------ | ------------------ |
| 1.                 | Livets trädgård            | 3:29               |                    |                    |                    |                    |                    |                    |                    |
| 2.                 | Svekets prins              | 6:35               |                    |                    |                    |                    |                    |                    |                    |
| 3.                 | Hjärtat vet vad handen gör | 8:30               |                    |                    |                    |                    |                    |                    |                    |
| 4.                 | De närmast sörjande        | 7:08               |                    |                    |                    |                    |                    |                    |                    |
| 5.                 | Minnets yta                | 6:34               |                    |                    |                    |                    |                    |                    |                    |
| 6.                 | Charlatan                  | 5:29               |                    |                    |                    |                    |                    |                    |                    |
| 7.                 | Ingen sanning är allas     | 7:21               |                    |                    |                    |                    |                    |                    |                    |
| 8.                 | Banemannen                 | 6:44               |                    |                    |                    |                    |                    |                    |                    |
| 9.                 | Kontinuerlig drift         | 7:23               |                    |                    |                    |                    |                    |                    |                    |
| 10.                | Allting tar slut           | 8:31               |                    |                    |                    |                    |                    |                    |                    |
| 67:44              |                            |                    |                    |                    |                    |                    |                    |                    |                    |

| 1.  | Garden of Earthly Delights | 3:28 |
| 2.  | Dignity                    | 6:36 |
| 3.  | Heart in Hand              | 8:30 |
| 4.  | Next of Kin                | 7:10 |
| 5.  | Lovelorn Crime             | 6:34 |
| 6.  | Charlatan                  | 5:29 |
| 7.  | Universal Truth            | 7:30 |
| 8.  | The Garroter               | 6:45 |
| 9.  | Continuum                  | 7:22 |
| 10. | All Things Will Pass       | 8:33 |
| 11. | The Mob                    | 4:36 |
| 12. | Width of a Circle          | 5:31 |
| 13. | Freedom & Tyranny          | 4:35 |
| 14. | Livets trädgård            | 3:28 |
| 15. | Svekets prins              | 6:36 |
| 16. | Hjärtat vet vad handen gör | 8:29 |
| 17. | De närmast sörjande        | 7:10 |
| 18. | Minnets yta                | 6:34 |
| 19. | Charlatan                  | 5:29 |
| 20. | Ingen sanning är allas     | 7:21 |
| 21. | Banemannen                 | 6:43 |
| 22. | Kontinuerlig drift         | 7:23 |
| 23. | Allting tar slut           | 8:31 |
| 24. | Pöbeln                     | 4:36 |
| 25. | Cirkelns riktning          | 5:31 |
| 26. | Frihet & tyranni           | 4:35 |